# تپه کیووه
تپه کیووه مربوط به عصر مس - عصر مفرغ - عصر آهن است و در شهرستان خرم‌آباد، بخش زاغه، دهستان زاغه، ۶۰۰ متری غرب روستای تقی‌آباد واقع شده و این اثر در تاریخ ۲۸ اسفند ۱۳۸۵ با شمارهٔ ثبت ۱۸۵۳۲ به‌عنوان یکی از آثار ملی ایران به ثبت رسیده است.